# ЧС8
ЧС8 (Чехословацкого производства, тип 8; заводские обозначения типа — с 81E0 по 81E2) — пассажирский двухсекционный восьмиосный электровоз переменного тока напряжения 25 кВ частоты 50 Гц. Выпускался заводом Škoda в 1983, 1987 и 1989 годах для советских железных дорог, всего выпущено 82 машины.
Один из самых мощных пассажирских электровозов, использующихся в России и на Украине (бывшем СССР). По состоянию на 2017 год большинство электровозов находилось в регулярной эксплуатации.

## История

### Предпосылки к созданию
В конце 1970-х годов пассажиропоток на железных дорогах СССР достиг критического уровня: требовалось либо увеличить число пассажирских поездов, чего однако не позволял чрезвычайно высокий грузооборот железных дорог, либо увеличить пассажировместимость поездов за счёт увеличения числа вагонов (30 и более), а, следовательно, повысить вес поезда. Строительство дополнительных главных путей Госплан СССР считал излишне дорогим, и выход был найден в увеличении числа вагонов в пассажирских составах.
Для технического выполнения последней задачи требовались мощные пассажирские локомотивы. Однако, основу советского пассажирского электровозного парка на тот момент составляли шестиосные электровозы серий ЧС2 (постоянного тока 3 кВ) и ЧС4 (переменного тока 25 кВ), а также ВЛ60П (пассажирская модификация ВЛ60). Мощность этих электровозов составляла порядка 4200—5100 кВт, а сила тяги не превышала 17400 кгс, что было недостаточно для ведения 30-вагонных пассажирских поездов, к тому же их конструкция, разработанная ещё в конце 1950-х, весьма устарела.
С 1971—1972 годов завод Škoda выпускал электровозы ЧС2Т (постоянного тока) и ЧС4Т (переменного тока). От своих прототипов эти электровозы отличались более совершенной конструкцией, а ЧС2Т — ещё и более высокой мощностью, однако и их силы тяги было всё же недостаточно — массовый пассажирский электровоз переменного тока ЧС4Т резко ухудшал технические характеристики (и требовал более частого ремонта) при эксплуатации с более чем 18 вагонами. ЧС4Т терял разгонный потенциал с 21 вагоном при скоростях около 100 км/ч, да и мощность реостатного тормоза была недостаточна для длинных составов.
Положительный опыт эксплуатации восьмиосных двухсекционных электровозов ЧС6 постоянного тока мощностью 8400 кВт подсказывал, что для ведения более 20 вагонов с установившейся скоростью 120 км/ч мощность локомотива надо было увеличивать на 25 %. Однако, такие электровозы не подходили для вождения тяжеловесных пассажирских поездов, так как несоответствие между мощностью тяговых двигателей и сцепным весом (164 т) не позволяло значительно увеличить силу тяги. Поэтому в начале 1980-х чехословацкому заводу Škoda поступил заказ на постройку мощных двухсекционных пассажирских электровозов, которые бы смогли вести поезд из 32 пассажирских вагонов, как для линий постоянного, так и переменного тока.

### Выпуск
Для работы на постоянном токе на заводе Škoda был спроектирован электровоз ЧС7 (заводское обозначение серии 82E), а для работы на переменном — ЧС8 (заводское обозначение серии 81E). Эти электровозы были в значительной степени унифицированы по конструкции механической части, а электрооборудование для них являлось дальнейшим развитием оборудования, применяемого на шестиосных электровозах ЧС2Т и ЧС4Т соответственно.
В начале 1983 года завод Škoda изготовил первый опытный восьмиосный пассажирский электровоз переменного тока ЧС8-001 (заводской тип 81E0), начавший заводскую серию 81E. В том же году был выпущен второй опытный локомотив того же типа — ЧС8-002. Они имели множество отличий от серийных машин — в частности, на пультах машиниста для указания позиций переключателя ступеней были установлены по два сельсина со стрелками (как на электровозах ЧС4 и ЧС4Т), на серийных электровозах заменённые на электронные светодиодные указатели. Электровозы 81E0 позже были фактически переоборудованы в 81E2.
В 1987 году были построены ещё 30 электровозов ЧС8 (тип 81E1), а в 1989 году — последние 50 (тип 81E2). Последний электровоз с номером 082 отличался от предшественников применением в качестве токоприёмников асимметричных полупантографов и получил заводской тип 81E2m, впоследствии полупантографы были заменены стандартными пантографами.

## Сведения
Электровозы ЧС8 предназначены для вождения скоростных пассажирских поездов дальнего следования на наиболее загруженных пассажиропотоком железнодорожных линиях колеи 1520 мм, электрифицированных переменным током напряжения 25 кВ.
Электровоз ЧС8 имеет конструктивный аналог для линий постоянного тока напряжения 3 кВ — ЧС7, который по конструкции механической части и внешне практически не отличается от ЧС8 (за исключением расположения окон, конструкции крышевого оборудования и несколько большей длины кузова и рам тележек), но вследствие большей потребляемой силы тока в контактной сети с меньшим напряжением и наличия ограничений может развивать меньшую мощность. По конструкции электрической части ЧС7 схож с электровозом ЧС6 и основываются на конструкции оборудования электровозов ЧС2/ ЧС2Т.
В отличие от электровозов ЧС200 и ЧС6, на базе которых они были созданы, ЧС8 и ЧС7 в большей мере ориентированы на вождение более длинных тяжеловесных пассажирских поездов, но с меньшими скоростями.

### Технические характеристики

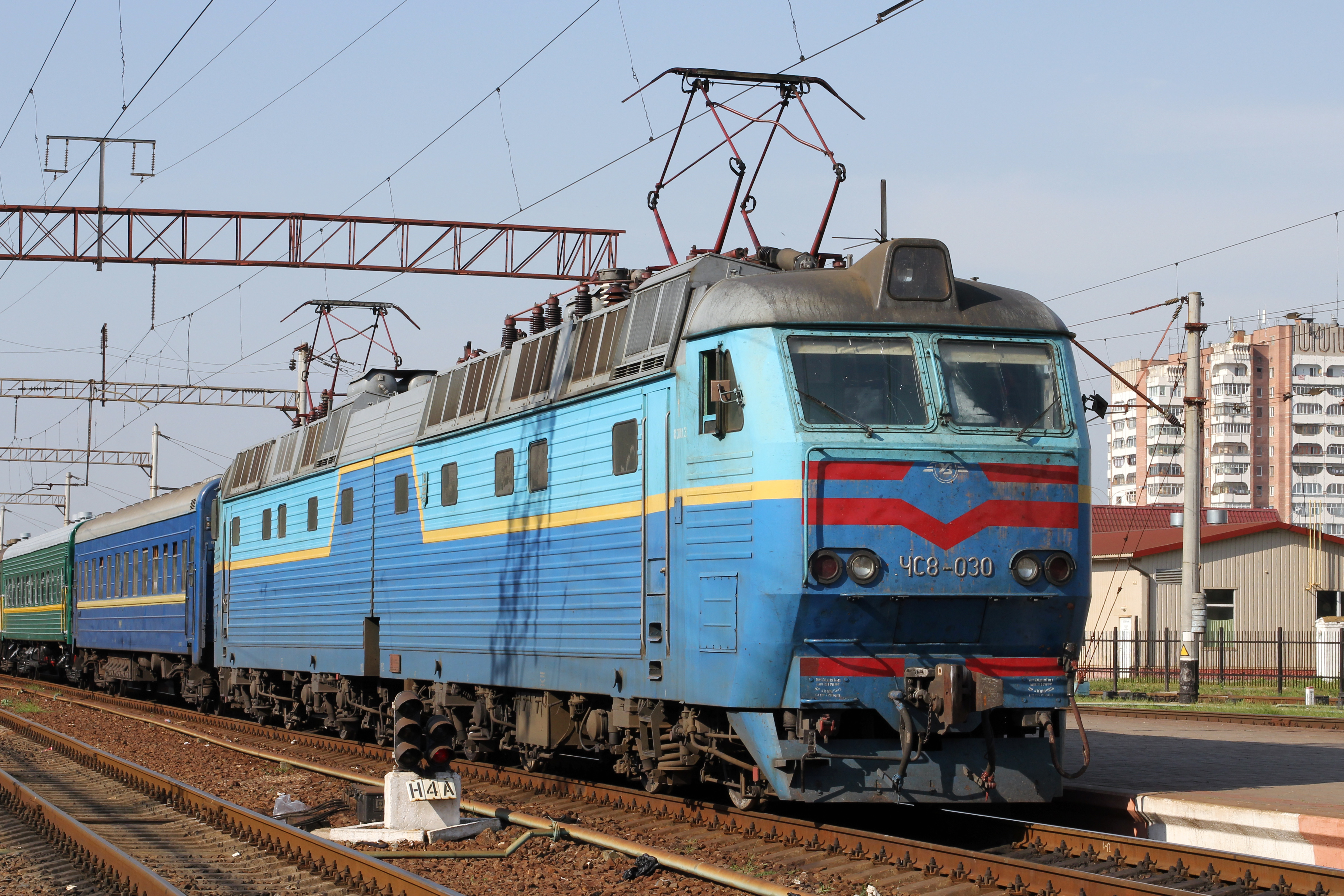
ЧС8-030 в сине-голубой окраске УЗ с двумя поднятыми токоприёмниками

Основные технические характеристики электровоза ЧС8:
- Размеры:
  - Основные размеры:
    - Длина — 2 × 16 870 = 33 740 мм
    - Высота по кузову от уровня головок рельс — 4450 мм
    - Высота по опущенному токоприёмнику — 5120 мм
    - Максимальная высота токоприёмника — 6800 мм
    - Ширина — 3000 мм

  - Размеры ходовой части:
    - Колёсная база секции — 10 950 мм
    - Шкворневая база секции — 8000 мм
    - Колёсная база тележек — 2950 мм
    - Диаметр колёс — 1250 мм;
    - Минимальный радиус проходимых кривых — 100 м;
- Массо-весовые характеристики:
  - Сцепной вес — 2 × 86 = 172 т
  - Нагрузка от оси на рельсы — 21,5 т
- Тяговые характеристики:
  - Напряжение и род тока — 25 кВ переменного тока частоты 50 Гц
  - Передаточное отношение редуктора — 2,64
  - Длительная мощность ТЭД — 2 x (4 × 900) = 7200 кВт
  - Скорость
    - длительного режима — 103,7 км/ч
    - максимальная эксплуатационная — 160 км/ч
    - конструкционная — 180 км/ч

  - Сила тяги:
    - максимальная при трогании с места — 471 кН (48 тс)
    - максимальная при угрозе боксования — 283,4 кН (28,9 тс)
    - длительного режима — 248,1 кН
    - максимальная при максимальной эксплуатационной скорости — 173 кН (17,6 тс)
    - длительная при максимальной эксплуатационной скорости — 150 кН (15,3 тс)

  - Мощность реостатного тормоза — до 7400 кВт
  - Максимальная мощность системы отопления состава (модификация 81E2) — 1500 кВт (до 28 вагонов)

### Нумерация и маркировка
Электровозы ЧС8 получали трёхзначные номера, начиная с 001. Снаружи обозначение серии и номера электровоза наносилось на лобовой части между буферными фонарями и с правого борта каждой секции под правым боковым окном кабины со стороны машиниста. Маркировка выполнялась объёмными металлическими символами в виде ЧС8-ХХХ, где XXX — номер электровоза. На украинских электровозах приписки депо Киев-Пассажирский боковая маркировка со временем была снята. Секции одного электровоза, в отличие от советской системы (где используются русские заглавные буквы в алфавитном порядке), получали дополнительные обозначения цифрами (соответственно 1 и 2), которые наносились краской возле окон кабин.
Изначально электровозы ЧС8 имели по центру лобовой части на уровне средней жёлтой полосы под лобовым стеклом выпуклую советскую пятиконечную звезду красного цвета. С начала 2000-х годов на Украине в связи с десоветизацией и ребрендингом звезда стала убираться с локомотивов, вместо неё краской наносился стилизованный логотип оператора в виде надписи УЗ в круге с крыльями. С начала 2010-х годов аналогичный процесс был начат и в России, а в качестве логотипа наносилась стилизованная надпись РЖД в виде P/D.

### Варианты окраски
С завода электровозы ЧС8 по аналогии с ЧС7 получали трёхцветную зелёно-жёлтую окраску кузова по следующей схеме: светло-зелёный верх, тёмно-зелёный низ и жёлтая горизонтальная полоса-разделитель между ними, спереди на лобовой части над и под жёлтой полосой имелись красные. Крыша локомотивов окрашивалась в серый цвет.
Со временем в различных локомотивных депо были разработаны собственные схемы окраски машин. В депо Тимашевская в конце 90-х годов значительная часть электровозов при сохранении заводской схемы окраса получила обновлённые цвета: на месте жёлтых полос появились голубые, а верхняя и нижняя часть окрашивалась либо в однотонный зелёный цвет, либо в разнотонные светло-зелёной (верх) и тёмно-зелёный (низ), но с синеватым оттенком. В начале 2000-х годов часть электровозов данного депо получила три новые схемы окраски с применением синего, белого и голубого цветов, аналогичные окраске некоторых фирменных поездов:

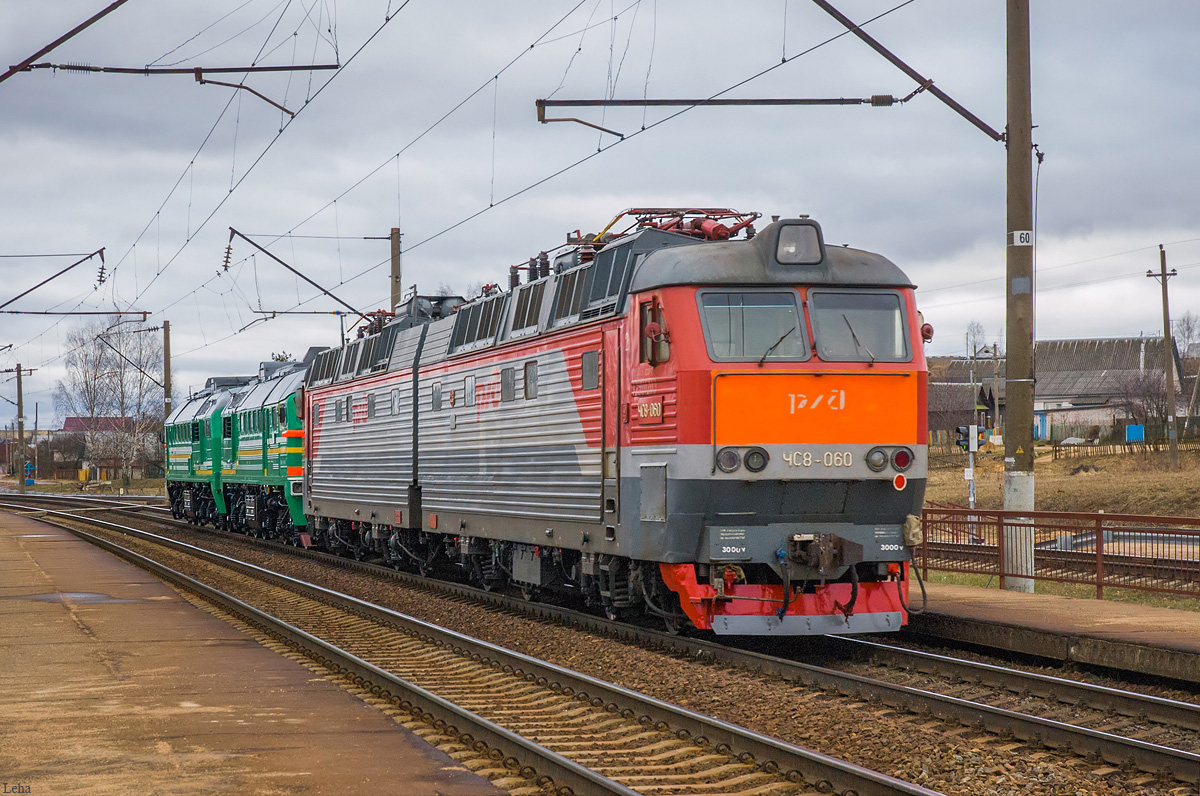
ЧС8-060 в корпоративной красно-серой окраске РЖД

- 8 электровозов с номерами 035, 041, 049, 047, 060, 069, 070 и 071 получили окраску фирменного поезда «Сочи» с основным синим цветом и двумя широкими белыми полосами по бокам между дверями кабин машиниста двух секций, при этом на лобовой части были сохранены заводские красные и жёлтая полоса[3];
- 2 электровоза с номерами 034 и 048 получили сине-голубую окраску СКЖД, схожую с синей окраской ЧС7 депо имени Ильича Московской ЖД: голубой верх, тёмно-синий низ и белая полоса-разделитель, проходящая под окнами по большей части длины секций с изгибом вверх на последним окном каждой секции и красной полосой с надписью «СКЖД», спереди сохранены красные полосы изменённой формы[3];
- 6 электровозов с номерами 033, 040, 046, 053, 063 и 065 получили окраску фирменного поезда «Тихий Дон» с основным белым цветом и широкой тёмно-синей полосой по бокам между дверями кабин машиниста двух секций и узкой красной полосой под ней, спереди сохранены красные полосы[3].

Впоследствии в конце 2000-х годов все электровозы этого депо, за исключением ЧС8-049, были перекрашены по классической зелёно-жёлтой заводской схеме. С середины 2010-х годов российские ЧС8 планомерно в ходе ремонтных работ стали перекрашиваться в красно-серые корпоративные цвета РЖД, но в отличие от ЧС7 по состоянию на начало 2017 года такую окраску получило только 5 электровозов (038, 060, 061, 062 и 064). Все остальные российские ЧС8 имеют заводскую зелёно-жёлтую схему окраски (за исключением синего ЧС8-049), то время как ЧС7 в классической заводской окраске встретить практически не реально.
На Украине в депо Киев-Пассажирский электровозы ЧС8 начиная с 2000-х годов получали яркую сине-голубую окраску в нескольких вариантах, изменявшихся с течением времени:
- Изначально большая часть электровозов окрашивалась по трёхцветной схеме с основным синим цветом, горизонтальной белой полосой на уровне окон в зоне машинного отделения с расширением вниз в зоне входных дверей и двумя голубыми полосами под ней по бокам, позднее часть электровозов была перекрашена в синий цвет с широкой голубой полосой по бокам, имеющей полукруглый передний край в районе двери входа в кабине[3];
- В период 2006—2008 годов электровозы получили новую схему окраски, основанную на старой: белая полоса на уровне окон была продлена вперёд по диагонали вниз, а на лобовой части внизу появилась жёлтая полоса[3];
- В 2010—2011 годах локомотивы подверглись очередной перекраске по новой схеме, схожей с голубой окраской МЖД: голубой верх, светло-синий низ и жёлтая полоса-разделитель с изгибом вверх в задней части секции[3].

С 2003 по 2008 год 6 электровозов с номерами 013, 014, 019, 029, 032 и 074 имели бело-фиолетовую схему окраски (белая кабина и фиолетовые борта с белой полосой), аналогичную окраске скоростного поезда Днепропетровск — Киев, для вождения которого они предназначались (аналогичную окраску имело несколько ЧС7 из депо Днепропетровск). Однако в 2008 году все эти электровозы наряду с прочими украинскими ЧС8 были перекрашены по общей сине-голубой схеме с жёлтыми полосами.

ЧС8 в различных вариантах окраски
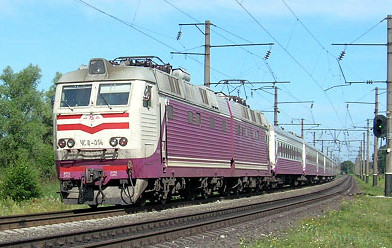
ЧС8-014 в фирменной бело-фиолетовой окраске УЗ
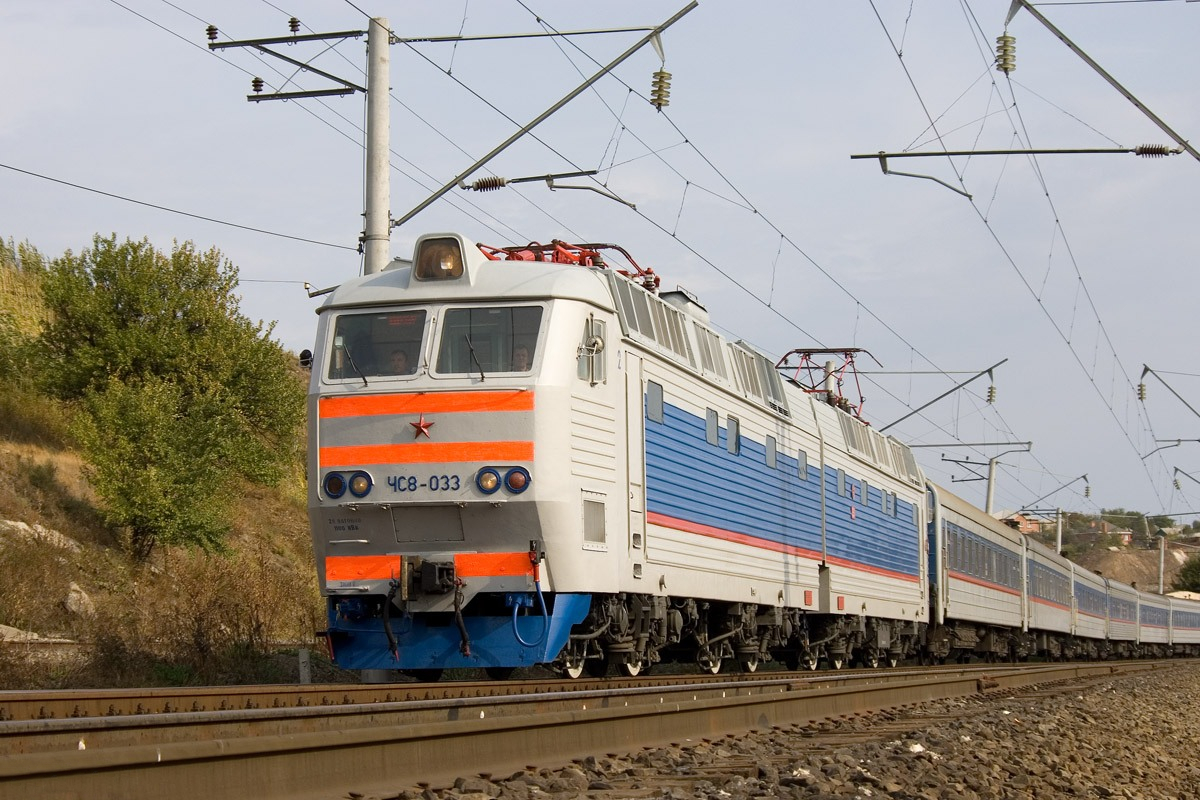
ЧС8-033 с поездом «Тихий Дон» в фирменной бело-синей окраске этого поезда
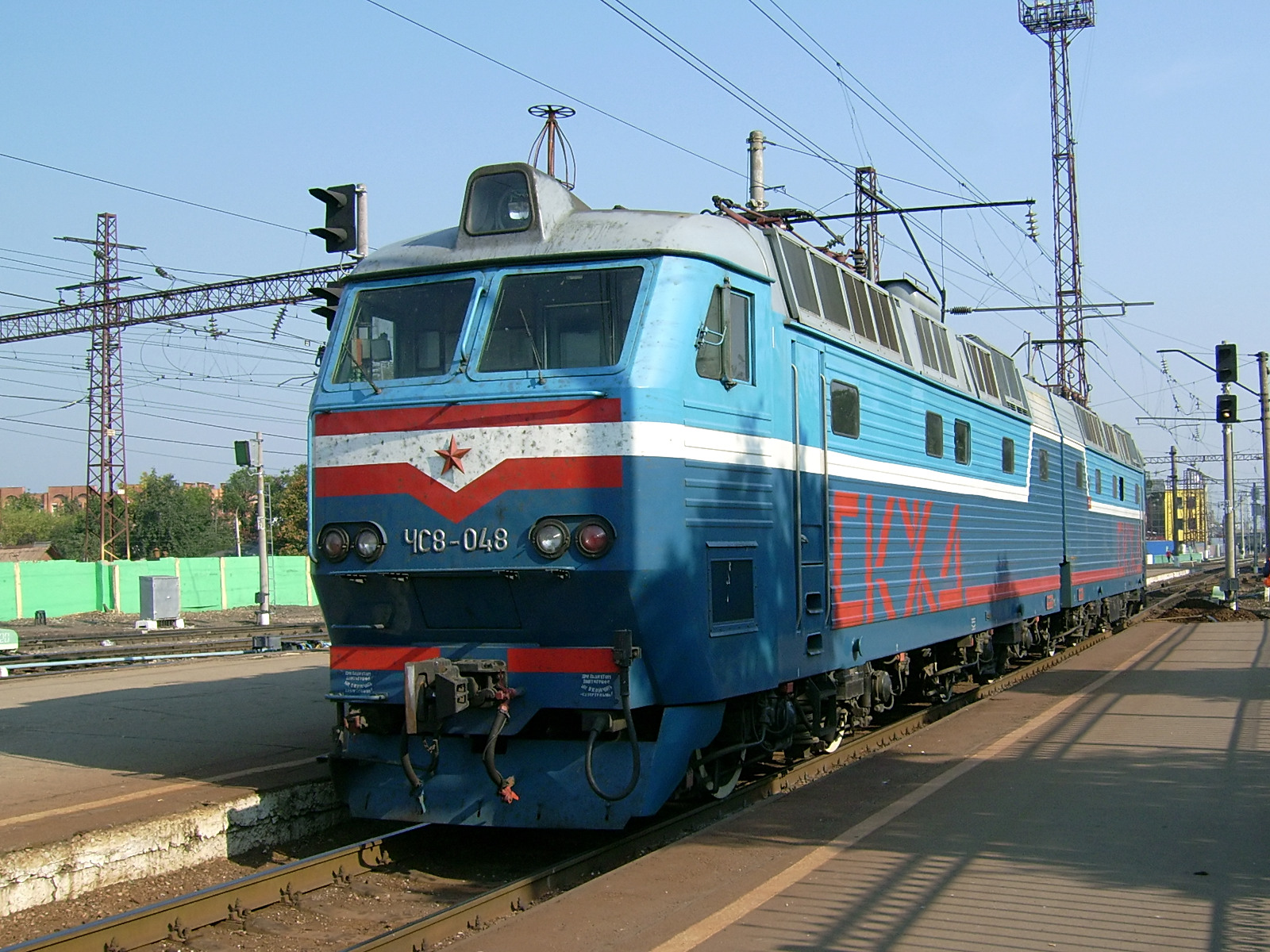
ЧС8-048 в сине-голубой окраске СКЖД с белой полосой
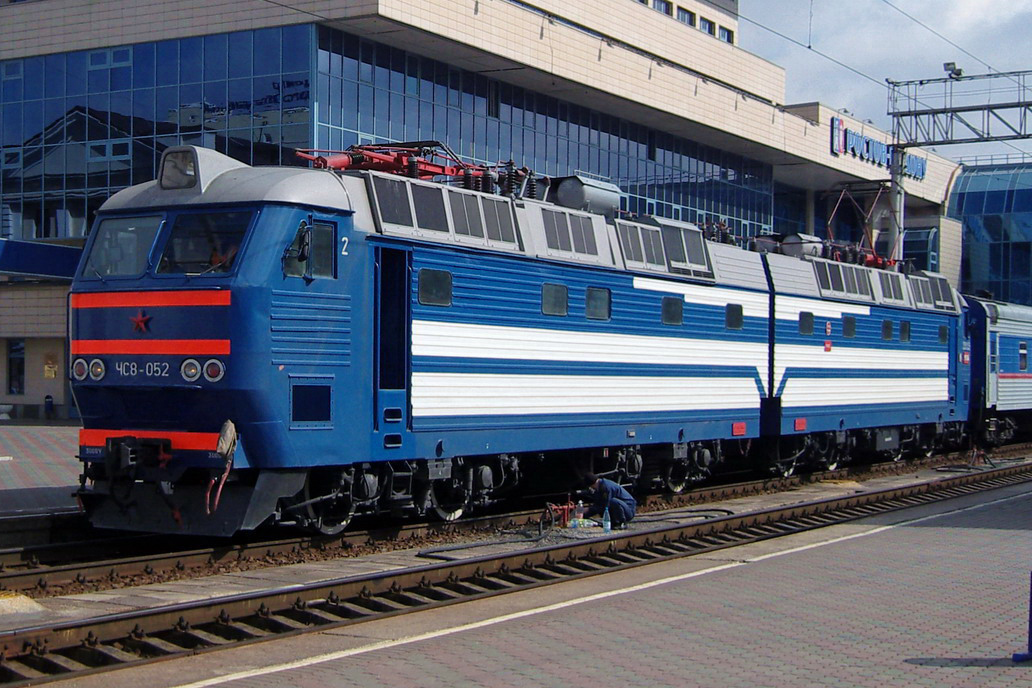
ЧС8-052 в фирменной сине-белой окраске поезда «Сочи»
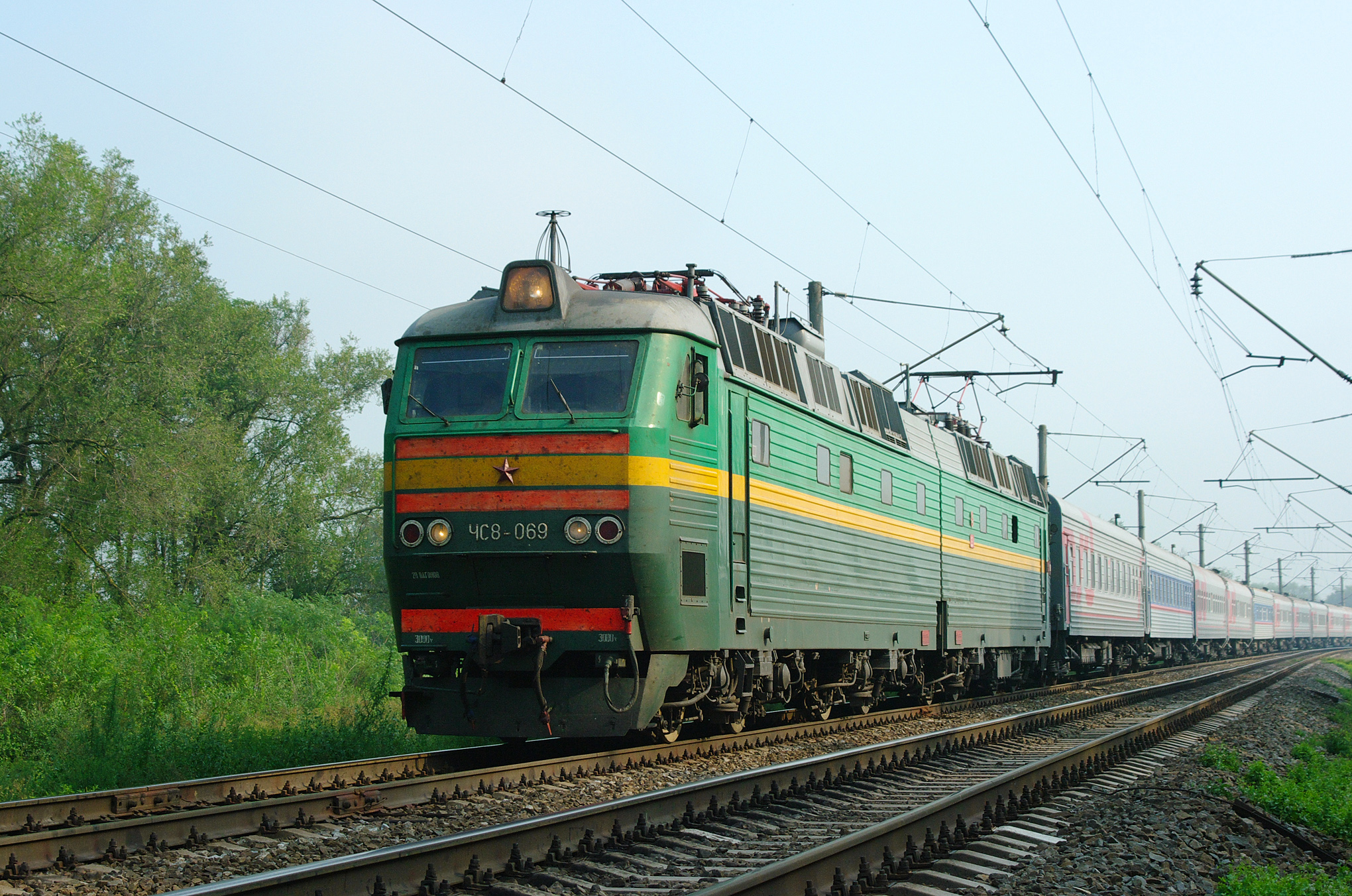
ЧС8-069 в классической двухцветной зелёной заводской окраске с жёлтой полосой
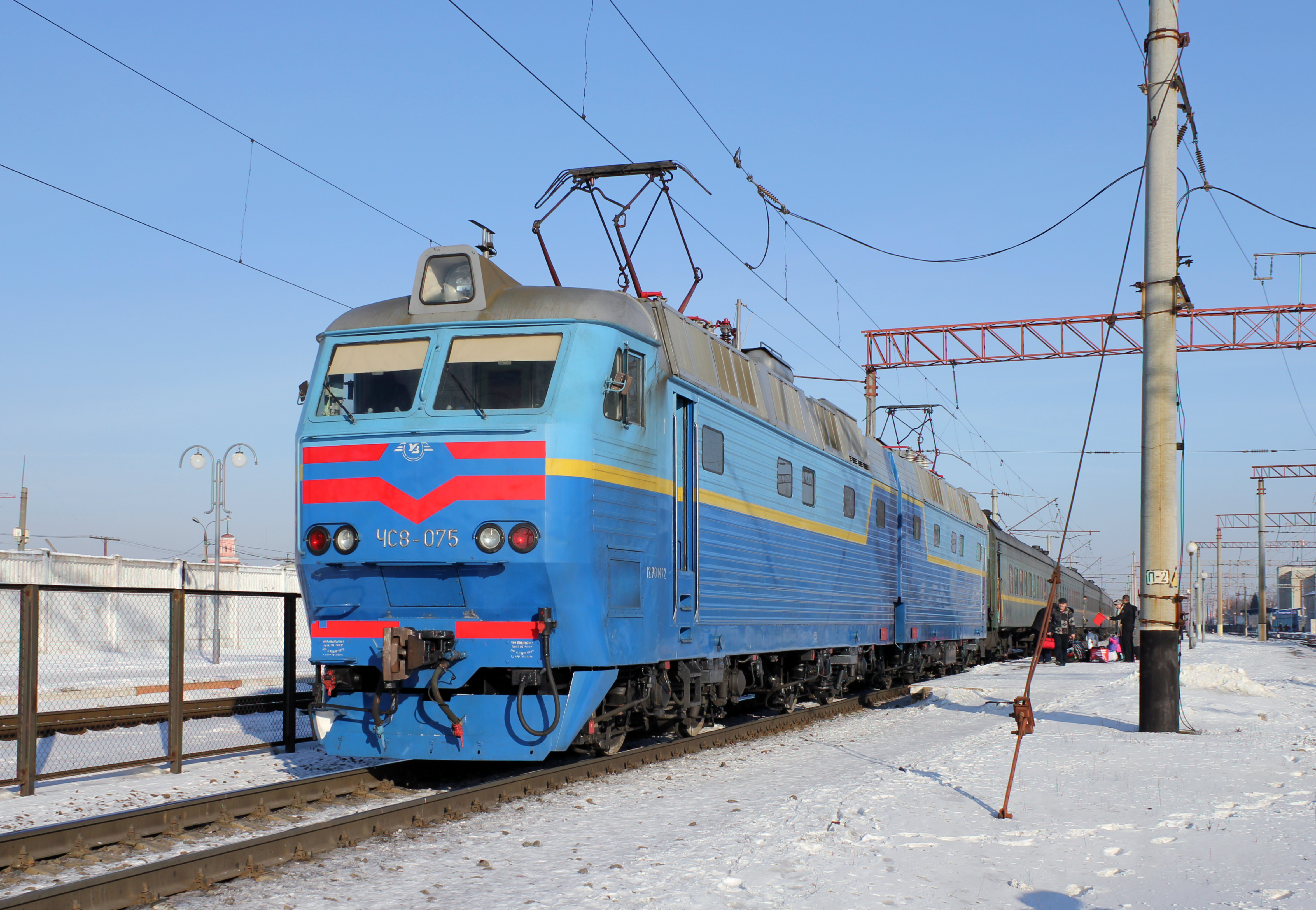
ЧС8-075 в сине-голубой окраске УЗ с жёлтой полосой

## Конструкция

### Механическая часть

#### Кузов
Электровоз ЧС8 состоит из двух одинаковых секций. Основа каждой секции — кузов вагонного (то есть не капотного) типа, конструктивно близкий к кузову электровоза ЧС7 и состоящий из несущей рамы, лобовой части кабины, двух боковых стен, крыши и задней торцовой стены с межсекционным переходом. Главная рама состоит из двух открытых продольных балок переменного сечения, связанных рёбрами жёсткости, буферным брусом и поперечной балкой, а в середине шкворневой балкой. Длина двухсекционного электровоза по осям автосцепок по сравнению с ЧС7 была уменьшена на 300 мм (по 150 мм на секцию) и достигла 33 740 мм. Ширина и высота кузова остались такими же, как и у ЧС7.

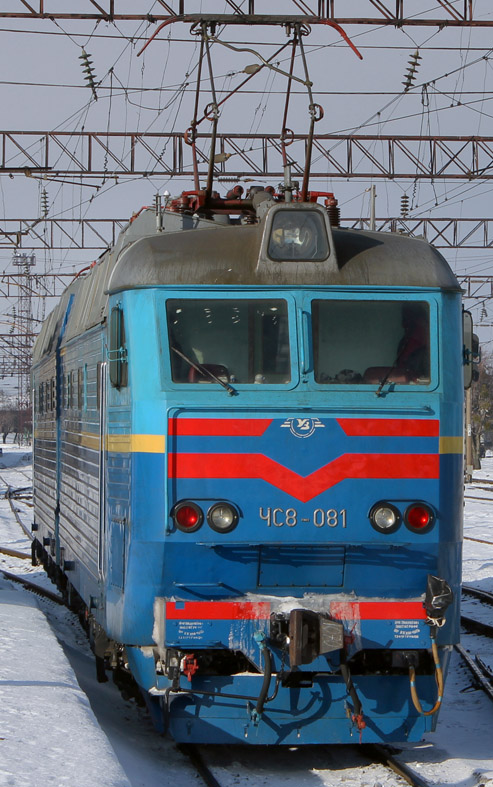
Лобовая часть кабины

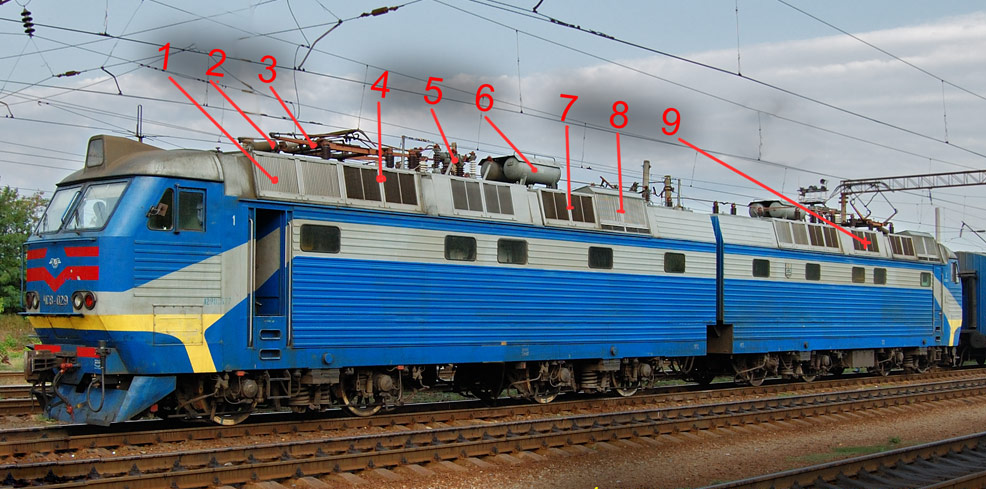
Общий вид электровоза ЧС8. Цифрами отмечены жалюзи и крышевое оборудование:
1 — всасывающие жалюзи тормозных резисторов передней тележки; 2 — цилиндр токоприёмника; 3 — токоприёмник; 4 — жалюзи вентилятора выпрямителей и тяговых электродвигателей передней тележки; 5 — главный воздушный выключатель; 6 — главные резервуары; 7 — жалюзи вентилятора выпрямителей и тяговых двигателей задней тележки; 8 — выхлопные жалюзи тормозных резисторов задней тележки; 9 — жалюзи вентилятора тягового трансформатора

Лобовая часть кабины без изменений заимствована от электровозов ЧС7 и близка по конструкции лобовой части электровозов ЧС200 и ЧС6. Она имеет 3 плоскости — две наклонные в верхней и нижней части и одну вертикальной в середине на уровне между рамой и нижней кромкой лобовых стёкол. Верхняя плоскость лобовой части наклонена от середины назад к крыше и имеет два лобовых стекла. В крышу над лобовой частью установлен прожектор трапециевидной формы, а в нижней части средней плоскости — по два парных буферных фонаря округлой формы, расположенных горизонтально. У первых двух электровозов прожектор по высоте был выровнен с передним козырьком крыши, начиная с электровоза 003 прожектор стал больше по высоте и выступает вверх (позднее новый высокий прожектор был установлен и на электровозе ЧС8-001). Перед нижней наклонной плоскостью находится спрямлённый выступ с автосцепкой СА-3, под которым к раме крепится метельник.
Боковые стенки у электровоза ЧС8 снабжены гофрами. За кабиной машиниста с каждой стороны имеется одностворчатая дверь служебного тамбура со двумя проходами - в кабину и машинное отделение,машинное отделение имеет по 5 боковых окон с каждой стороны секции. По сравнению с ЧС7, у которых боковые окна расположены на одинаковом расстоянии друг от друга, расположение окон у ЧС8 претерпело изменения: расстояние между вторым и третьим окном было существенно уменьшено, а между вторым и первым, напротив, несколько увеличено.
Крыша электровоза имеет плоскую форму и используется для размещения на ней токоведущего оборудования и главных воздушных резервуаров. По бокам крыша имеет наклонные скаты, в которые, как и у ЧС7, встроены жалюзи вентиляторов. Конструкция и расположение решёток жалюзи по сравнению с ЧС7 также претерпели существенные изменения в связи с принципиально иной конструкцией охлаждаемого оборудования: если ЧС7 имеет три группы решёток двух типов (центральную с двумя большими жалюзи для тормозных резисторов, а также переднюю и заднюю с тремя жалюзи для тяговых двигателей передней и задней тележки), то ЧС8 имеет пять групп решёток трёх типов (центральную для тягового трансформатора и по передней и задней для тормозных резисторов и для тяговых двигателей с выпрямителями), по две в каждой группе, при этом первая и вторая, а также пятая и четвёртая группы скомпонованы вплотную. Центральные жалюзи для охлаждения тягового трансформатора у ЧС8 имеют существенно меньший размер, нежели центральные жалюзи резисторов у ЧС7. В свою очередь резисторы у ЧС8 смещены из центра по краям секции локомотива и охлаждаются через жалюзи крайних первой и пятой групп, которые стали более компактными, при этом впуск и выпуск воздуха у передних резисторов идёт по левому и правому борту соответственно, а у задних — наоборот, выпускные решётки имеют размер чуть больше впускных. Жалюзи второй и четвёртой групп отвечают за охлаждение тяговых двигателей и выпрямительных установок передней и задней тележки соответственно.
Задние торцевые стенки имеют плоскую форму и оснащены межвагонным переходом с резиновым уплотнителем для перехода членов локомотивной бригады между секциями. В отличие от электровозов ЧС6 и ЧС200, у ЧС8 секции между собой соединены обычными автосцепками СА-3, что значительно облегчило их сцепку и расцепку, но в то же время предъявляло повышенные требования к мастерству локомотивной бригады — плавно вести поезд из-за зазоров в автосцепках и рывках при их изменениях может не каждый. По бокам от межвагонного перехода расположены розетки межсекционных электрических цепей, соединяемые кабелями.

#### Тележки
Рама кузова каждой секции опирается на две двухосные тележки через шкворни для передачи тягово-тормозных усилий и люлечную пружинную подвеску. С рамы тележки на буксы вес передаётся через винтовые пружины (винтовые рессоры), опирающиеся на крылья (приливы) букс, а тягово-тормозные усилия через цилиндрические цапфы, проходящие внутри пружин и входящие в отверстия приливов букс. Параллельно пружинам и в люлечном, и в буксовом подвешивании установлены гидравлические гасители.
В отличие от тележек ЧС7, за счёт применения более компактных двигателей тележки ЧС8 стали более короткими: их колёсная база уменьшилась на 250 мм и стала равно 2 950 мм, при этом расстояние между шкворнями увеличилось на 100 мм.
Каждая колёсная пара имеет двухстороннее торможение, силой тормозных цилиндров (по два на тележку) с двух сторон к каждому колесу прижимаются по две тормозные колодки. Также на электровозе имеются пневматические песочницы, подсыпающие под переднюю по ходу движения колёсную пару каждой тележки песок для улучшения сцепления. Управляются они правой педалью машиниста или автоматически при срабатывании реле боксования, а также при экстренном торможении. Для догружения первой и пятой по ходу движения колёсных пар каждой секции установлены противоразгрузочные устройства (ПРУ) — цилиндры, через рычаги и тросы поднимающие заднюю часть передней тележки. Включаются ПРУ нажатием кнопки в правой части пульта машиниста. На некоторых электровозах кнопка заменена переключателем для длительного включения ПРУ. Диаметр колёс как и у ЧС7 остался неизменным.
Тележки первого электровоза ЧС8 отличались по конструкции от серийных. Впоследствии была произведена замена его тележек со списанного электровоза ЧС8-002.

#### Тяговый привод

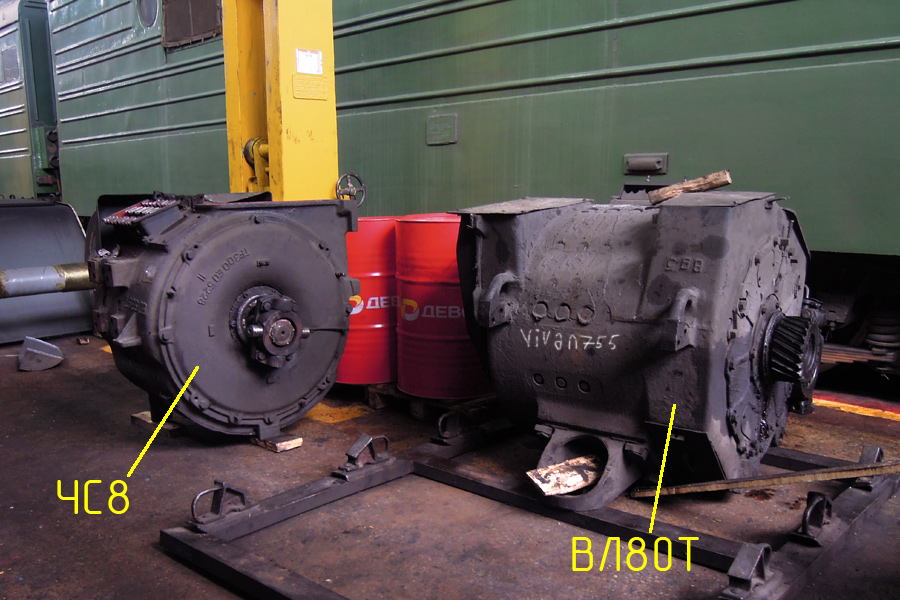
Тяговые электродвигатели ЧС8 и ВЛ80Т

Тяговые электродвигатели, индивидуальные для каждой колёсной пары (то есть — два двигателя на тележку), имеют опорно-рамную подвеску (ОРП) — закреплены на раме тележки жёстко, якорь двигателя параллелен оси колёсной пары. Передача крутящего момента от якоря двигателя к ведущей шестерне закреплённого на оси колёсной пары возле одного из колёс тягового редуктора Škoda. В отличие от редуктора ЧС7 с передаточным отношением 1,733, на ЧС8 установлены редукторы с таким же передаточным отношением, как на электровозе ЧС4Т — 2,64. На противоположной тяговому редуктору стороне якоря закреплена одна карданная муфта, вал от которой проходит внутри полого якоря двигателя к закреплённой на редукторе второй карданной муфте. Такая система уменьшает угловые отклонения вала и облегчает работу карданных муфт. Редукторы имеют датчики перегрева, подающие сигнал на расположенные в кабине лампы, но впоследствии на многих электровозах эта система была упразднена, и на части машин лампы перегрева редукторов показывают наполнение тормозных цилиндров.

### Интерьер

#### Кабина машиниста
Кабина, расположенная в передней части секции, по конструкции аналогична кабине электровоза ЧС7, за исключением различий в органах управления, обусловленных иной системой преобразования тока. Кабина рассчитана на управление локомотивом бригадой в составе двух человек и имеет два лобовых стекла, два боковых треугольных окна и две расположенные за ними открывающие сдвиганием вниз прямоугольные форточки. Пульт управления и кресло машиниста размещены с правой стороны кабины, пульт и место помощника — с левой.

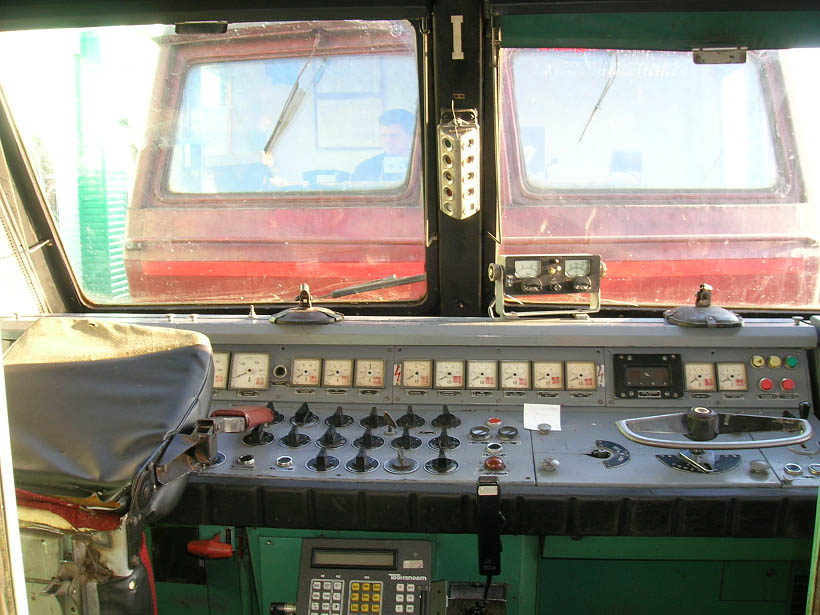
Кабина электровоза ЧС8
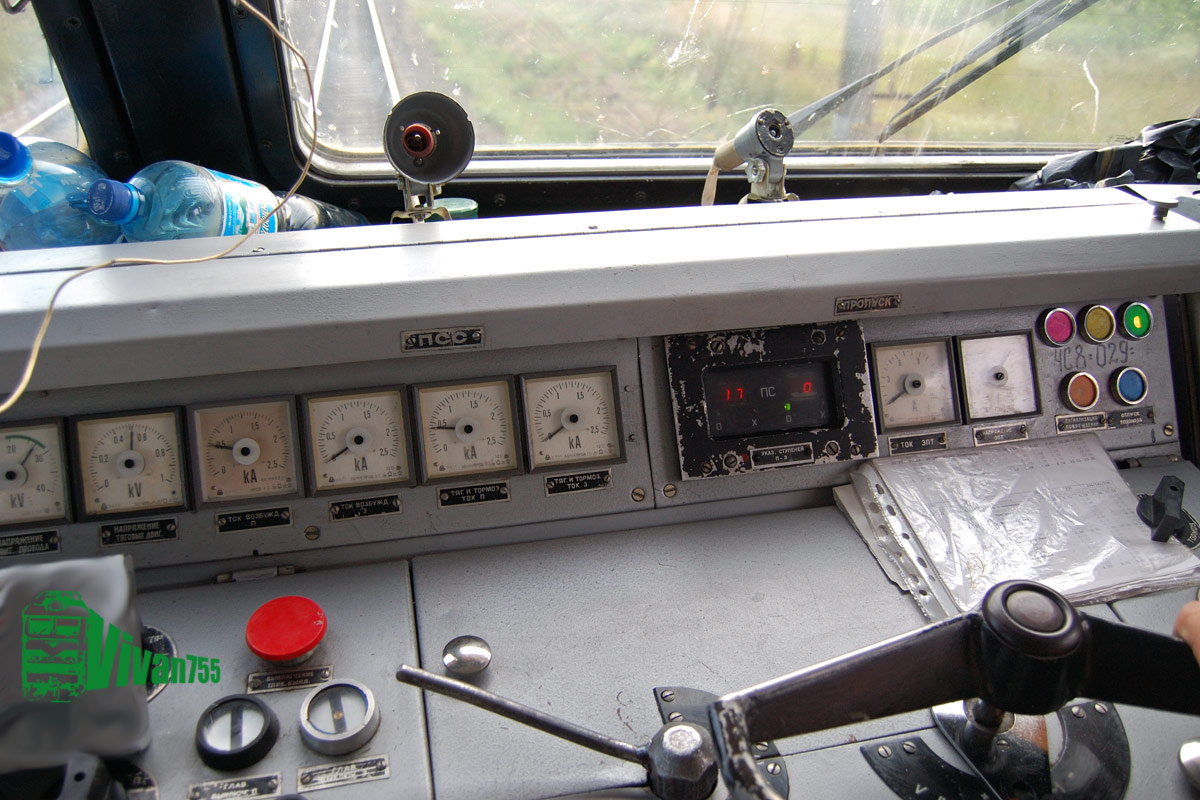
Экономичное поддержание скорости одной секцией

#### Тамбур
За кабиной находится тамбур, имеющий пять дверей — одну переднюю в кабину, две входные боковые на улицу и две по краям задней перегородки тамбура — в машинное отделение. В тамбуре установлены различные электронные приборы безопасности и шкаф с автоматическими защитными выключателями, блоком 750 обнаружения боксования колёс и аварийными сигнализаторами и переключателями.

#### Машинное отделение
За тамбуром находится машинное отделение, имеющее два боковых узких прохода вдоль стен, между которыми размещено основное электрооборудование локомотива. Оборудование расположено следующим образом: в передней части размещены выпрямитель, преобразователи тока и мотор-вентилятор тяговых двигателей передней тележки; в середине — высоковольтная камера тягового трансформатора с собственным мотор-вентилятором; в задней части за высоковольтной камерой — выпрямитель, преобразователи тока и мотор-вентилятор задней тележки; за ними — пневматическая панель с кранами и мотор-компрессор. В задней торцевой части машинного отделения за пневмооборудованием расположен поперечный проход, соединяющий два боковых прохода и обеспечивающий переход в другую секцию локомотива через заднюю торцевую дверь секции.

### Электрооборудование

#### Крышевое токоведущее оборудование

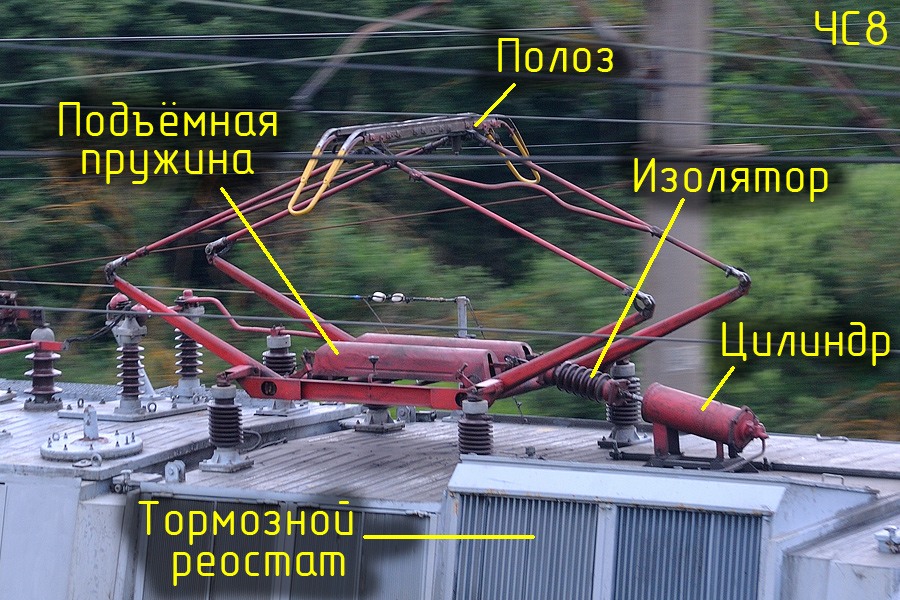
Токоприёмник ЧС8, перегон Хлюстино — Хлусово, Беларусь

Токоведущее высоковольтное оборудование размещено на крыше электровоза. Токосъём с контактной сети осуществляется через токоприёмник 2SLS1 в виде пантографа лёгкого типа, установленного в передней части крыши секции. Пантограф рассчитан на длительный ток 500 А и скорость движения до 180 км/ч. На последнем электровозе ЧС8-082 в порядке эксперимента были установлены асимметричные полупантографы Lekov, которые в мае 1993 года при прохождении электровозом сервисного обслуживания были заменены на серийные пантографы.
При подаче воздуха в цилиндр токоприёмника он поднимается, и ток с контактной сети проходит через токоприёмник и далее следует по токоведущим шинам, продольно проложенным на изоляторах вдоль крыши от токоприёмников к задней части секции. В месте сцепления секций шины связаны между собой перемычкой для возможности питания обеих секций от одного токоприёмника.
В середине крыши каждой секции установлен главный воздушный выключатель с дугогасительной камерой, через который ток подаётся от шины и затем уходит в кузов электровоза через вводной изолятор к тяговому трансформатору. Воздушный выключатель рассчитан на разрывную мощность 250 MBА при номинальном напряжении 25 кВ, номинальный ток — 400 А.

#### Основное преобразующее электрооборудование
На каждой секции электровоза в середине машинного отделения установлен трансформатор SL-66/3749/54 с масляным охлаждением. Масляный радиатор и обдувающий его мотор-вентилятор установлены непосредственно на боковой части бака трансформатора, как и на электровозе ЧС4т. Первичная тяговая обмотка трансформатора имеет входную мощность 6424 кВА и продолжительную мощность 4910 кВА при номинальном входном напряжении 25 кВ. Напряжение на вторичной тяговой обмотке составляет от 0 до 1040 В, продолжительный ток — 2х2360 А. Обмотка для питания вспомогательных машин имеет номинальную мощность 185 кВА, напряжение холостого хода — 680 В; обмотка собственных нужд, соответственно — 145/57/22 кВА и 113/226/264 В; обмотка отопления вагонов поезда — 1100 кВА и 3021 В соответственно.
Силовая схема секции ЧС8, не считая числа двигателей, практически повторяет силовую схему ЧС4т вплоть до нумерации аппаратов — те же выпрямительные установки 020 и 022, реле перегрузки 025 и 026, переключатели «Ход-Тормоз» 071 и так далее. Переключатель ступеней (ПС), регулирующий напряжение на тяговых двигателях, имеет 32 ступени — по числу отпаек первичной обмотки, принцип регулирования такой же, как на предыдущих «переменниках», ЧС4 и ЧС4т — переключение выводов первичной автотрансформаторной обмотки. Начиная с 26-й ступени, применяются пять ступеней ослабления возбуждения тяговых электродвигателей: 72; 60; 51; 44 и 40 %. Переключатель ступеней рассчитан на номинальное напряжение 25 кВ, часовой ток 300 А и продолжительный ток 280 А. Привод переключателя ступеней — стандартный четырёхцилиндровый пневмодвигатель 22NP системы Шкода. Контроллер машиниста, управляющий пневмодвигателем — аналогичный контроллерам электровозов ЧС4, ЧС4т ЧС7, типа 21KR.
От вторичной тяговой обмотки трансформатора питание на тяговые электродвигатели подаётся через две выпрямительные установки, преобразующие переменный ток в постоянный. Каждая выпрямительная установка питает два тяговых двигателя одной тележки, включенных параллельно, и расположена в передней и задней части машинного отделения соответственно. Выпрямительная установка имеет мостовую схему, в каждое плечо которой включено по 6 параллельно соединённых высококлассных диодов-вентилей (всего 24 диода, помещенных в одном шкафу), в отличие от 512 вентилей в выпрямительной установке электровоза ЧС4Т. Вентили — таблеточного типа, их номинальный ток — 500 А, напряжение — 4000 В. Номинальный ток выпрямительной установки — 3400 А, номинальное обратное напряжение — 1470 В.

#### Тяговые электродвигатели
Всего на электровозе установлены восемь коллекторных тяговых электродвигателей AL-4442NP (по 2 на тележку и 4 на секцию соответственно), схожих с двигателями электровозов ЧС4т. Упомянутая компактность тяговых двигателей достигнута за счёт возможности подбора оптимального напряжения регулированием обмоток трансформатора и выбора меньшего номинального напряжения 900 В, в отличие от 1500 В для двигателей электровоза постоянного тока ЧС7, где преобразователи в силовой цепи отсутствуют и величина подаваемого напряжения кратна напряжению в контактной сети.
Обмотки электродвигателей имеют изоляцию класса Н, допускающую перегрев обмоток якоря до 160°С, обмоток полюсов — до 180°С. Продолжительная мощность электродвигателя при напряжении 820 В — 900 кВт, ток — 1190 А, частота вращения якоря — 1215 об/мин, расход охлаждающего воздуха — 1,8 м3/мин, максимальная частота вращения якоря двигателя — 1860 об/мин. Масса электродвигателя составляет 3200 кг.

#### Вспомогательные преобразователи тока
Преобразователи тока «Унипульс» управляют возбуждением ТЭД в режиме реостатного торможения и питают электроэнергией вспомогательные машины (двигатели компрессора и вентиляторов).

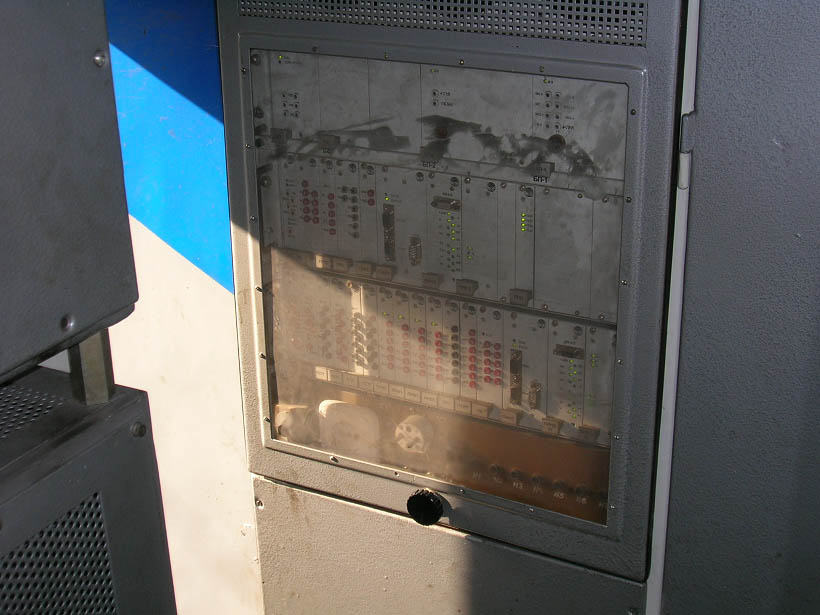
Блок управления вспомогательными машинами UNIPULS 81A

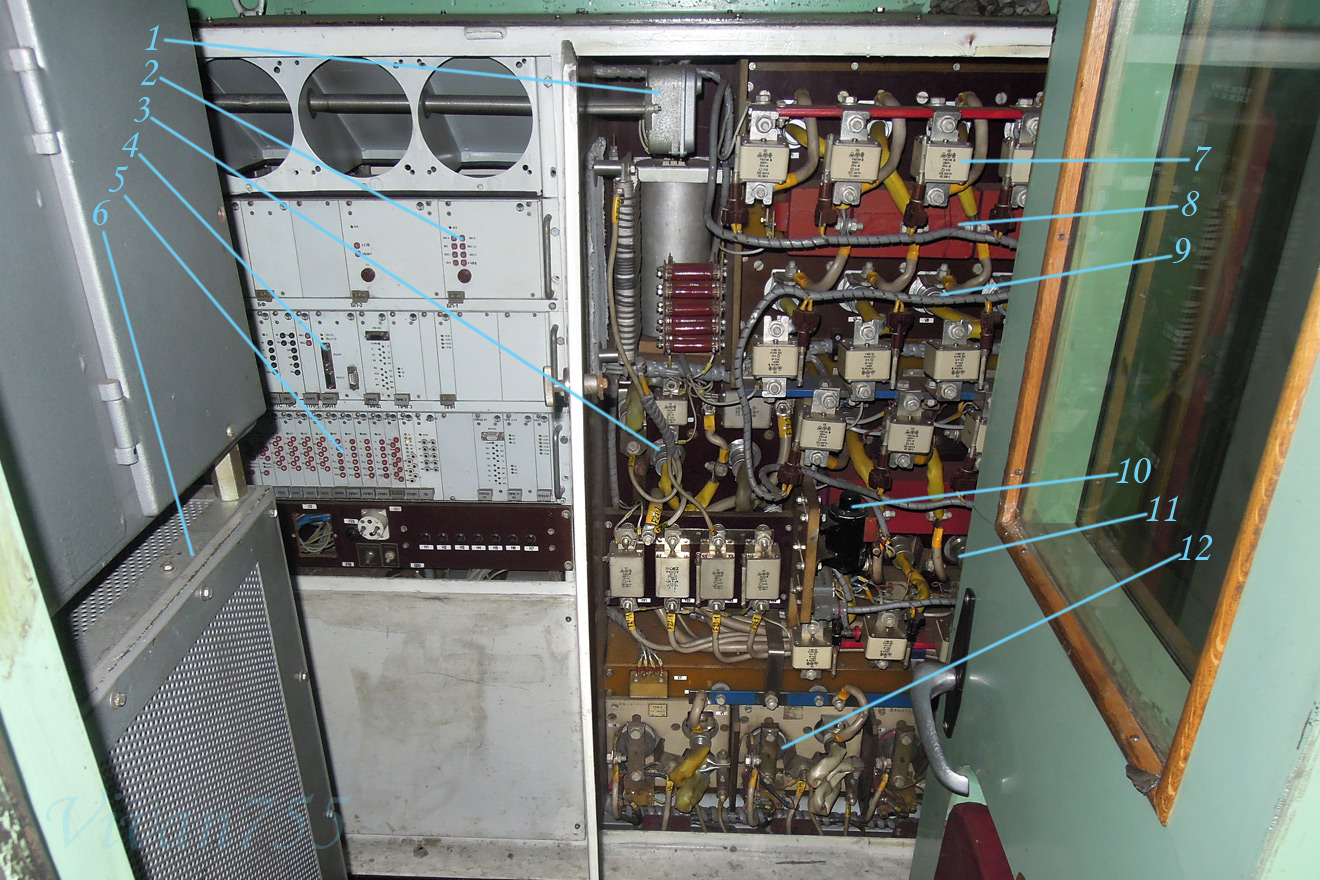
Открытый «Унипульс» с электроникой «Хартрон-Экспресс»

Часть «Унипульса», питающая обмотки возбуждения ТЭД при реостатном электрическом торможении, устроена так же, как на ЧС4т — полууправляемый (диодно-тиристорный) мост. В каждое плечо установлены четыре диода (ток — по 250 А на диод, напряжение — 2800 В) и четыре тиристора (ток — по 200 А на тиристор, напряжение — 200 В), напряжение на выходе — до 113 В.
Часть «Унипульса», питающая вспомогательные машины, устроена сложнее: от обмотки главного трансформатора напряжением более 600 В питается диодный выпрямитель, постоянное напряжение с которого преобразуется тиристорными преобразователями в требуемые напряжения 100—440 В. Каждую вспомогательную машину питает свой преобразователь типа TEA2, стоящий в нижней части силового шкафа «Унипульса». Завышенное номинальное напряжение обмотки трансформатора позволяет сохранять полное напряжение 440 В на машинах при снижении напряжения в контактной сети до 19 кВ. Продолжительный ток на выходе каждого преобразователя — 75 А.
Звучание преобразователей, напоминающее электронную музыку, хорошо прослушивается в кабине и снаружи возле головной части секции. При отказе преобразователей или электроники можно переключить силовой переключатель 221 в положение «Авария» — диодный выпрямитель будет подключен к средней точке обмотки (на напряжение 330 В), вентиляторы будут подключены напрямую к нему и работать всё время, пока поднят токоприёмник и включён ГВ, а компрессор будет включаться специальным контактором. Секцию, работающую в этом аварийном режиме, слышно по постоянной работе вентиляторов независимо от нагрузки ТЭД и отсутствию звучания преобразователей.

#### Вентиляторы и компрессоры

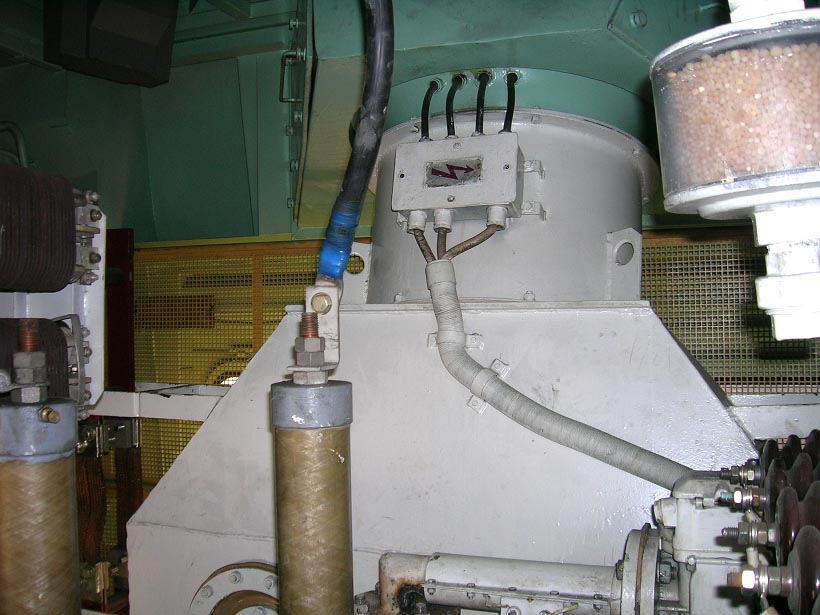
Вентилятор охлаждения масла трансформатора

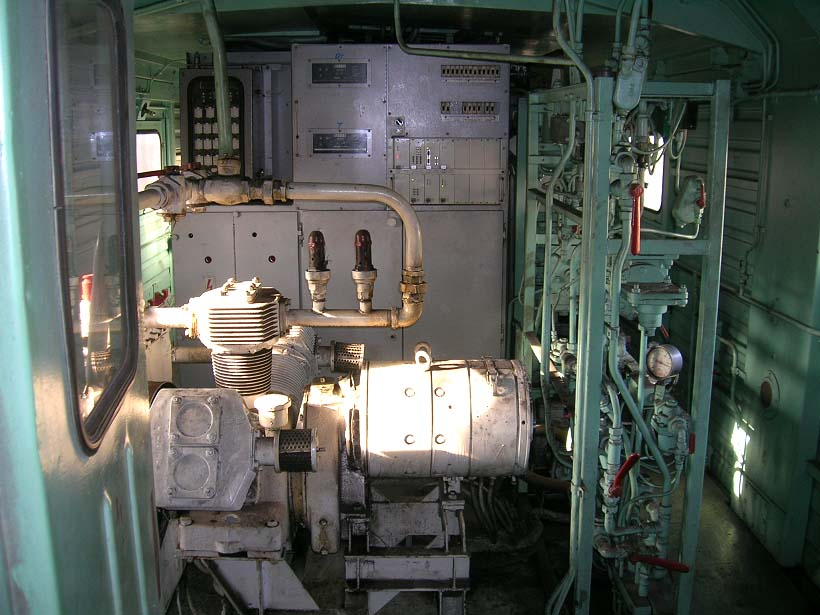
Компрессор в задней части секции

На каждой секции установлены один мотор-компрессор K3-Lok2 и три мотор-вентилятора. Особенность системы вентиляции ЧС8 — вытяжная вентиляция выпрямительных установок: воздух в вентилятор частично поступает напрямую из крышевого всасывающего шкафа, частично — пройдя по U-образному пути через выпрямительную установку. После вентилятора воздух направляется вниз (на тележку к ТЭД) и вверх (к тяговому дросселю и затем сопротивлениям ОВ).
Мотор вентиляторы МВ-1 и МВ-2 охлаждают по одной половине электровоза (под половиной электровоза понимается одна выпрямительная установка и питающийся от неё сглаживающий дроссель, тяговые двигатели, резисторы ослабления возбуждения), МВ-3 — тяговый трансформатор. Также МВ-1 охлаждает блок UNIPULS 81A, а МВ-2 — сглаживающий дроссель вспомогательных приводов. Вентиляторы приводятся коллекторными электродвигателями А-2236/4 (номинальная мощность — 25 кВт; напряжение — 440 В; ток — 69 А; частота вращения якоря — 2800 об/мин). Для экономии ресурса и электроэнергии при частичной нагрузке охлаждаемого оборудования вентиляторы работают на пониженном напряжении от 100 до 440 В.
Компрессоры K3-Lok2 аналогичны по конструкции компрессорам электровозов ЧС4т, но имеют производительность 2,9 м3/мин. Они приводятся электродвигателями 1А-2236/4, аналогичными по характеристикам мотор-вентиляторам. Компрессор имеет только плавный запуск — повышение напряжения до 440 В с ограничением пускового тока до 135 А.

#### Прочее электрооборудование
Тормозные резисторы установлены на каждой секции в двух чердачных помещениях, в каждом из которых установлен специальный вентилятор охлаждения, приводимый электродвигателем Ао-2236/4, который питается от одной из секций этих резисторов.
Цепи управления и освещения получают питание постоянным током номинального напряжения 48 В.
Аккумуляторная батарея NKT-160 (37+3 элементов) заряжается через зарядный агрегат ASL3 (входное напряжение — 220 В, частота — 50 Гц, выходное напряжение — 54 В, ток на выходе — до 85 А).

## Эксплуатация
Испытания ЧС8-002 проводились в СССР, а ЧС8-001 — в Чехословакии. После испытаний оба локомотива были направлены в локомотивное депо Киев (точнее, оба электровоза прибыли в депо Киев, а оттуда направлялись на испытания и выставки). ЧС8 с номерами от 001 по 032 (оба опытных типа 81E0 и все машины типа 81E1)  направлялись в депо Киев-Пассажирский Юго-Западной железной дороги, туда же поступили ЧС8 с номерами от 073 по 082 (последние машины типа 81E2); всего 42 машины. Остальные электровозы — с номерами от 033 по 072 — поступали в депо Тимашевская Северо-Кавказской железной дороги (40 машин, каждая типа 81E2).
Электровоз № 028 в 1989 году демонстрировался на выставке «Железнодорожный транспорт-89» (аналог современных Экспо 1520) на территории депо экспериментальной кольцевой железной дороги ВНИИЖТ в подмосковной Щербинке.
В начале эксплуатации с ЧС8, как и с любыми новыми локомотивами, были проблемы. Не очень надёжно работали электронные блоки, впоследствии, например, на блок «Унипульс», управляющий вспомогательными машинами и реостатным тормозом, установили вентиляторы охлаждения, вследствие чего надёжность значительно повысилась. В 2005 году были установлены блоки управления производства НПП «Хартрон-Экспресс», которые обрабатывают сигналы в цифровом виде и зарекомендовали себя надёжной работой.
В 1990-е и 2000-е электровозы ЧС8 эксплуатировались в депо Киев-Пассажирский на Украине и в депо Тимашевская на Северо-Кавказской железной дороге в России, причём на СКав ЖД эти локомотивы были закреплены за отдельными бригадами, что облегчило их эксплуатацию и повысило надёжность. После 2001 года ЧС8 на Юго-Восточной и Северо-Кавказской железных дорогах уверенно держали с фирменными поездами максимально разрешённые скорости 140—145 км/ч.
В 2012—2014 годах в связи с проблемами новых подвижных составов с распределённой тягой ЧС8 периодически водили экспрессы по основным направлениям от Киева.
Весной 2014 года в связи с переводом наиболее важных поездов СКЖД на ЭП20 все локомотивы ЧС8 (39 штук) были переданы из депо Тимашевская на Московскую ЖД: 29 на белорусский ход (в депо Вязьма) и 10 на киевский ход (в депо Брянск).
По состоянию на 2021 год, около трети всех построенных электровозов ЧС8 находились в регулярной эксплуатации; все они имели приписку депо Киев-Пассажирский.
В то же время локомотивы российской приписки в связи с окончанием срока службы были либо отстранены от эксплуатации, либо списаны. Тем не менее, в ТЧЭ-41 МЖД (Вязьма-Сортировочная) в 2023 году начались работы по серьёзному ремонту (в заводском объёме) ЧС8 в России (перед этим было принято целесообразным направить на ремонт 16 локомотивов серии). При проведении такого ремонта (модернизации) значительная часть комплектующих подлежит замене; назначенный срок эксплуатации увеличивается до 50 лет. К маю 2024 года в строй были возвращены четыре из них. Например, в начале апреля 2023 года, после прохождения среднего ремонта в депо, в эксплуатацию был возвращён электровоз с номером 053.
Суммарно в России и на Украине на 2024 год списано не менее 18 электровозов.

### Происшествия с ЧС8
За время эксплуатации несколько электровозов стали жертвой пожаров и столкновений с другим подвижным составом или с автомобилями на переездах, после чего часть локомотивов требовала серьёзного ремонта, а часть в результате серьёзных крушений с деформацией рамы была списана и утилизирована ввиду невозможности восстановления.
- 12 ноября 1992 года — ЧС8-007 врезался в электровоз ЧС4 при скорости 18 км/час на въезде в депо Киев-Пассажирский по причине несрабатывания тормозов и получил повреждения лобовой части и рамы, в итоге был списан[5].
- 1 января 1993 года — ЧС8-022  врезался в электровоз ЧС4 при скорости 23 км/час на станции Киев-пассажирский, повредив лобовую часть секции 1, после неудачных попыток восстановления был списан[6].
- 24 июля 2001 года — ЧС8-079 при следовании с поездом №198 Киев — Акмола лоб в лоб столкнулся с путевой машиной ВПРС-500 на станции Плиски. Причина лобового столкновения — проезд путевой машиной запрещающего сигнала. В результате погиб машинист путевой машины и ещё два работника железной дороги, находившиеся в ней; восемь человек госпитализировано. Вторая секция электровоза и первый вагон выгорели до тла, повреждён второй вагон поезда. Электровоз был разрезан в лом на месте крушения[7][8].
- В 2002 году — ЧС8-001 на станции Яготин частично сгорел из-за разрыва силового конденсатора в системе «Унипульс», но был восстановлен и возвращён в эксплуатацию[9].
- 10 октября 2006 года — ЧС8-013 при следовании с пассажирским поездом № 54 Санкт-Петербург — Киев столкнулся с грузовиком на железнодорожном переезде около станции Липовый Рог, в результате чего была полностью смята кабина второй секции и повреждена рама. В период с 2006 по 2007 год успешно проведены работы по восстановлению на Запорожском ЭРЗ с привлечением специалистов завода-изготовителя[10].
- в сентябре 2007 года — на одной из секций электровоза ЧС8-035 предположительно в результате утечки трансформаторного масла и замыкания произошёл пожар, электровоз был отставлен от работы и списан в январе 2016 года[11].
- 6 января 2016 года — электровоз ЧС8-050 с поездом Москва-Брест протаранил застрявший на регулируемом переезде трактор с прицепом в районе станции Койданово, приблизительно в 30 км от Минска. В результате аварии никто не пострадал. Локомотив получил ремонтопригодные повреждения[12][13].

### Комментарии
1. ↑  В отличие от отечественных электровозов серий ВЛ и ЭП, где сглаживающая индуктивность силовой цепи носит название «реактор», на электровозах ЧС она именуется «дроссель»